# سابانچی (شهرستان یانائولسکی، باشقیرستان)
سابانچی (انگلیسی: Sabanchi, Yanaulsky District, Republic of Bashkortostan) یک شهرک در شهرستان یانائولسکی استان باشقیرستان کشور روسیه است.